# Абліцов Олександр Іванович
Олекса́ндр Іва́нович Абліцо́в (15 вересня 1948, Новоукраїнка, Куйбишевський район Запорізької області — 6 лютого 2017) — український поет, перекладач, журналіст. Член Національної спілки письменників України та Національної спілки журналістів України.

## Біографія
Олександр Іванович Абліцов народився 15 вересня 1948 року в селі Новоукраїнка Куйбишевського району Запорізької області
1970 року закінчив фізико-математичний факультет Запорізького педагогічного інституту.
Працював у школах Миколаївської (у 1970—1971 роках) та Дніпропетровської областей (у 1972—1977 роках).
У 1977—1994 роках працював кореспондентом газети «Машиностроитель» на ВАТ «Мотор Січ». У 1994—1995 роках — кореспондент відділу економіки та владних структур газети «Запорозька Січ».
1992 року Олександра Абліцова як автора двох поетичних збірок прийняли до Спілки письменників України.
1998 року став лауреатом премії «Журналіст року» Запорізького міськвиконкому.
Працював власкором газети Верховної Ради «Голос України», потім — оглядачем з економічних питань всеукраїнської газети «Позиція».

## Творчість
Видав збірки поезій:
- «Бентежний березень» ((Дніпропетровськ, видавництво «Промінь», 1981)),
- «Світло материного вікна» (Дніпропетровськ, видавництво «Промінь», 1990),
- «Гайчур» (Запоріжжя, видавництво «Хортиця», 1998).
- «Гніздо вітрів» (Запоріжжя, видавництво «Дике поле», 2009)

Окремі поезії Абліцова перекладено російською мовою.
Друкував свої переклади у збірках:
- «Квіти Абхазії» (Дніпропетровськ, 1970),
- «Мелодії Агіделі» (Дніпропетровськ, 1980),
- «Слово землі світанкове» (Дніпропетровськ, 1986),
- «Поетичний Ленінград» (Дніпропетровськ, 1987).